# Isamu Matsuura
Isamu Matsuura (født 12. august 1991) er en tidligere japansk fodboldspiller.
Han har spillet for flere forskellige klubber i sin karriere, herunder Shonan Bellmare.